# Lu Shijia
Pour les articles homonymes, voir LU.
Lu Shijia (chinois : 陆士嘉 (18 mars 1911 - 29 août 1986), également connue sous le nom de Hsiu-Chen Chang-Lu,, est une physicienne et ingénieure aérospatiale chinoise qui a participé à la création de la première soufflerie à grande vitesse de Chine. Elle a fondé et présidé le programme d'aérodynamique à l'université Beihang, la première du pays. 

## Enfance et éducation
Lu Xiuzhen (chinois : 陆秀珍 ; Wade : Lu Hsiu-chen) naît à Suzhou le 18 mars 1911, la dernière année de la dynastie Qing. Sa famille est originaire de Xiaoshan, Zhejiang. Peu de temps après sa naissance, son grand-père Lu Zhongqi (zh), qui a été gouverneur du Shanxi, et son père Lu Guangxi (zh), sont tués par Yan Xishan pendant la révolution de Xinhai,. Sa mère superstitieuse blâme le bébé pour la mort de son père et l'abandonne à un oncle paternel qui élèvera l'enfant.  
Elle fréquente l'école primaire et le lycée attaché à l'université normale de Pékin, où Qian Xuesen et son futur mari Zhang Wei sont ses camarades de classe. Inspirée par Marie Curie, elle entre au département de physique de l'Université où elle est la seule étudiante. Après avoir obtenu son diplôme en 1933, elle enseigne à la Cinquième École normale pour femmes de Daming, Hebei et à l'École secondaire Zhicheng de Pékin. 
Avec l'aide financière de son oncle maternel, le célèbre médecin Shi Jinmo, Lu part étudier en Allemagne en 1937 à l'université de Göttingen et obtient son doctorat en mécanique des fluides en 1942. Son superviseur est Ludwig Prandtl, l'un des fondateurs de la mécanique des fluides moderne. Elle est la seule étudiante chinoise et la seule étudiante diplômée de Prandtl,. 

## Carrière

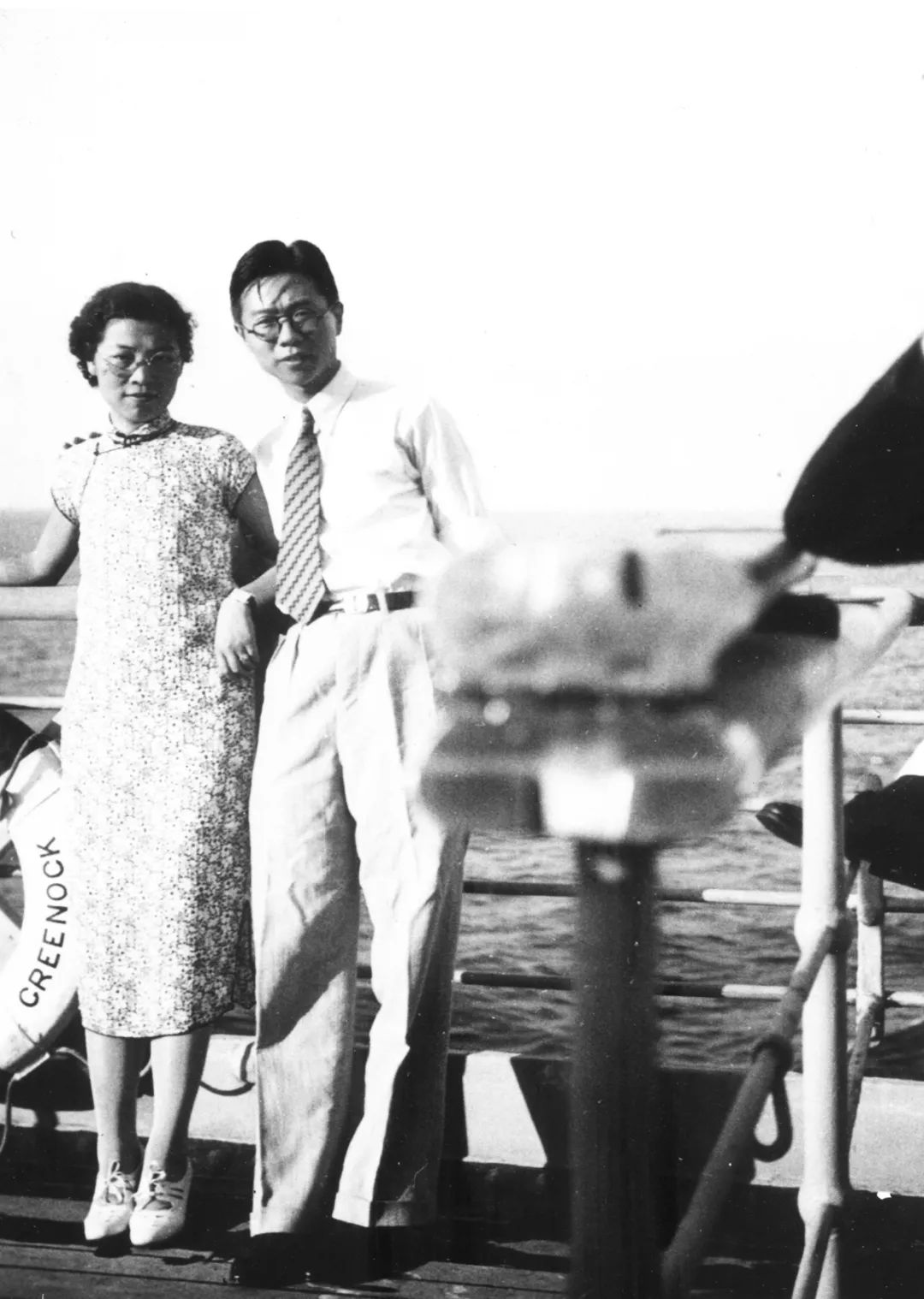
Lu Shijia et Zhang Wei à bord d'un navire vers l'Europe

Après la fin de la Seconde Guerre mondiale, Lu retourne en Chine en 1946. Elle enseigne à l'Université Tongji, au Département d'aéronautique de l'Université de Peiyang et à l'Institut de génie hydraulique de l'Université Tsinghua,. Elle rejoint la Ligue démocratique de Chine en 1951. 
En 1952, Lu devient membre du comité préparatoire pour la création de l'Institut d'aéronautique de Pékin (aujourd'hui l'Université Beihang). En 1962, elle fonde le programme d'aérodynamique de Beihang, le premier en Chine, et en est la première présidente,. À Beihang, elle participe à créer la première soufflerie à grande vitesse de Chine. 
Après la fin de la Révolution culturelle, lorsque l'Académie chinoise des sciences recommence à nommer des académiciens, elle est nommée deux fois mais elle décline les deux fois en faveur de scientifiques plus jeunes,. 
Elle a été membre des premier, deuxième et troisième Congrès nationaux du Peuple, des cinquième et sixième comités permanents de la CCPPC, du Comité Permanent du Comité Central de la Ligue démocratique de Chine, du comité exécutif de la Fédération des femmes de Chine et vice-présidente de l'Association Chinoise de Recherche Aérodynamique. 

## Vie privée
En 1941, Lu épouse le scientifique Zhang Wei, son camarade de classe à l'école primaire. Zhang est membre de l'Académie chinoise des Sciences, de l'Académie chinoise d'ingénierie et vice-président de l'Université Tsinghua. Le couple a un fils, Zhang Kecheng (张克澄), et une fille, Zhang Kequn (张克 群). Le fils de Kequn, Gao Xiaosong, est un musicien de renom. 

## Mort et héritage

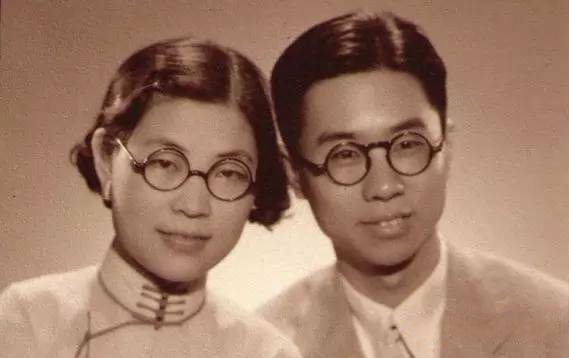
Lu Shijia et son mari Zhang Wei, vers 1941

Lu décède à Pékin en août 1986 ; son mari décède en 2001. Selon leur volonté, leurs enfants mélangent leurs cendres et les dispersent dans l'étang de lotus du campus de Tsinghua. 
À l'occasion du premier anniversaire de sa mort, Qian Xuesen préside un colloque scientifique organisé en sa mémoire. Le 18 mars 2017, lors du 106e anniversaire de Lu, l'université Beihang crée le laboratoire « Lu Shijia », le premier laboratoire universitaire en Chine au nom d'une femme scientifique.